# Agnieszka Rypien
Agnieszka Rypien ist eine ehemalige polnische Bogenbiathletin.
Agnieszka Rypien erreichte ihren größten Erfolg, als sie bei den Bogenbiathlon-Weltmeisterschaften 1999 in Bessans gemeinsam mit ihren Mannschaftskameradinnen als Schlussläuferin mit Maria Cieślar und Magda Michalek hinter den Vertretungen aus Italien und Russland die Bronzemedaille im Staffelrennen gewinnen konnte.